# Hemistola insolitaria
Hemistola insolitaria är en fjärilsart som beskrevs av John Henry Leech 1897. Hemistola insolitaria ingår i släktet Hemistola och familjen mätare. Inga underarter finns listade i Catalogue of Life.